# 托木尔峰棘豆
托木尔峰棘豆（学名：Oxytropis chantengriensis）为豆科棘豆属下的一个种。